# Ormara
 (novembre 2024).
Si vous disposez d'ouvrages ou d'articles de référence ou si vous connaissez des sites web de qualité traitant du thème abordé ici, merci de compléter l'article en donnant les références utiles à sa vérifiabilité et en les liant à la section « Notes et références ».
Ormara (baloutche et ourdou : اورماڑا, prononciation ourdou : [oːɾmɑːɽɑː]), est une ville et un tehsil du district de Gwadar dans la province du Baloutchistan au Pakistan. C'est un port de la région côtière de Makran. Il est situé à 360 kilomètres (220 mi) à l'ouest de Karachi et à 230 kilomètres (140 mi) à l'est de Gwadar sur la mer d'Oman. Ce port est également mentionné dans le Périple de la mer Érythrée sous le nom d'Oraea.

## Histoire
En se dirigeant vers Gwadar par la route côtière de Makran, Ormara se situe à mi-chemin entre Karachi et Gwadar. Ses itinéraires historiques sont liés à Alexandre le Grand, qui y a séjourné avec son armée pendant quelques jours lors de son retour de la région de l'Indus, après avoir conquis les terres du Sind, du Pendjab et de la région du Khyber Pakhtunkhwa, qui sont aujourd'hui au Pakistan, en 400 avant J.-C. L'un de ses généraux, Ormoz, y est mort, et la ville actuelle a été nommée en son honneur.
Pendant des siècles, Ormara a été un champ de bataille entre les Sardar baloutches (féodaux locaux) et des envahisseurs étrangers. Avant l'indépendance, elle faisait partie de l'état de Las Bela, et après 1975, elle est devenue une partie de la division de Makran. Étant une ville isolée, elle est demeurée sous-développée ; cependant, après la construction de la route côtière de Makran et de la base navale Jinnah.